# Миллер, Даниэль
Даниэль Миллер (англ. Danielle Miller; род. 2 октября 1988, Торонто, Онтарио, Канада) — канадская актриса, известная ролью Сейдж в сериале «Темный Оракул» (2004-2006).

## Биография
Даниэль Миллер родилась 2 октября 1988 года в Торонто, Онтарио, Канада в религиозной еврейской семье. В старшей школе получила роль в подростковом сериале «Темный Оракул» (2004-2006), в котором играла фанатку комиксов и подругу главных героев Сэйдж. После завершения сериала, Миллер училась в колледже при университете Торонто и окончила Йоркский университет со степенью бакалавра образования (англ. Bachelor of Education), во время летних каникул успев сняться в небольшой роли в фильме «Любит / Не любит» (2011).
Впоследствии Миллер бросила актёрскую карьеру, поскольку была не уверена, сможет ли она в дальнейшем сниматься в кино. Даниэль вышла замуж за Майкла Альтонагу (англ. Michael Altonaga), взяла его фамилию и длительное время работала учителем и репетитором английского языка для учеников средней и старшей школы. Об этом она рассказала на подкасте у Робин Деверетт в 2021 году.

## Фильмография
| Год       |    | Русское название | Оригинальное название | Роль                     |
| --------- | -- | ---------------- | --------------------- | ------------------------ |
| 2004      | ф  | Звёздный ребёнок | Childstar             | фанатка                  |
| 2004—2006 | с  | Темный Оракул    | Dark Oracle           | Сэйдж ЛаПьер             |
| 2008      | тф | Селин            | Céline                | дочь                     |
| 2011      | ф  | Любит / Не любит | Take This Waltz       | Даниэль Рубин            |
| 2021      | ф  | Лакричная пицца  | Licorice Pizza        | посетительница ресторана |